# ميمونة دوكوري
ميمونة دوكوري (بالفرنسية: Maïmouna Doucouré)‏ هي مخرجة أفلام وكاتبة سيناريو فرنسية من أصل سنغالي ولدت في سنة 1985 في باريس. أكملت دراسة علم الأحياء في جامعة بيير وماري كوري. أشهر الأفلام التي اخرجتها هي فيلم مامان في سنة 2015 وفيلم كيوتز في سنة 2020.